# Gérard Maarek
 (décembre 2012).
Si vous disposez d'ouvrages ou d'articles de référence ou si vous connaissez des sites web de qualité traitant du thème abordé ici, merci de compléter l'article en donnant les références utiles à sa vérifiabilité et en les liant à la section « Notes et références ».
Gérard Maarek, né le 1er octobre 1939 à Tunis (Tunisie), est un économiste français.
Il a contribué à la popularisation du concept d'économie d'endettement en France.

## Biographie

### Jeunesse et études
Élève du lycée Carnot de Tunis entre 1944 et 1958, puis au lycée Louis-le-Grand entre 1958 et 1959, il est admis à l'École Polytechnique (Promotion 1959). Il poursuit ensuite ses études à l'ENSAE, puis à l'INSEE en 1964.

### Carrière
Gérard Maarek sort de l'INSEE en tant qu'administrateur de l'Insee et assistant à l'ENSAE auprès d'Edmond Malinvaud, et ce jusqu’en 1966. Il devient chargé de mission auprès du Ministère du Plan à Rabat (Maroc) de 1966 à 1968. Il est maître-assistant à la faculté de Sciences économiques de Tunis entre 1968 et 1971.[réf. nécessaire]
En 1971, il est nommé directeur d'études puis directeur adjoint de l’ENSAE. Il conserve ce poste jusqu'en 1976, date à laquelle il devient chef du service des études économétriques et de la recherche à la Banque de France. Il est chargé d'enseignement en histoire de la pensée économique, en économie du développement et en statistiques à l'université de Rabat, à l'ENSAE et à l'Institut d'études politiques de Paris.
Il quitte la banque centrale en 1981 pour diriger le bureau des études de l’Institut de Conjoncture IPECODE (devenu Rexecode en 1992 après sa fusion avec Rexeco), jusqu'en 1988. Il obtient alors le poste d'inspecteur général de l’INSEE, puis de secrétaire général.
En 1992, il quitte l'INSEE pour devenir directeur des études économiques et bancaires à la Caisse nationale du Crédit agricole (1992-2000). Il est parallèlement à cela membre de la Commission des Comptes de la Nation de 1995 à 1999.[réf. nécessaire]
De 1997 à 2001, il est membre du Conseil d'analyse économique (CAE).
En 2004-2005, il est rapporteur extérieur auprès de la Cour des Comptes en 2004-2005.[réf. nécessaire]
Depuis 2000, il est consultant en économie et en finance et depuis 2005« senior advisor » auprès du Directeur de la Recherche de l’EDHEC.[réf. nécessaire]
Il a assuré la fonction éditoriale des Cahiers économiques et monétaires de la Banque de France (1976-1981) et des publications économiques du Crédit agricole (1992-2000).[réf. nécessaire]

## Travaux et contributions

### Formalisation mathématique de Karl Marx
Son ouvrage Introduction au Capital de Karl Marx est publié parallèlement à celui de Michio Morishima et de Andras Brody, portant sur le même sujet. Cette recherche s’inscrit dans la filiation de l’article séminal de Paul Samuelson.

### Travaux sur l'endettement
Le concept d'économie d'endettement initialement proposé par J.R. Hicks est introduit en France par Maarek. Le concept est propre à décrire les structures financière de la France des années 60 et 70, par opposition à l’« économie de marchés financiers », qui s’y est substituée dans la décennie suivante, du fait du mouvement général de déréglementation.
Maarek écrit aussi sur le rôle de l’endettement des entreprises dans le déroulement du cycle économique. Son livre, Le Dette, le Boom, la Crise, réhabilite la notion de « Debt deflation » introduite par Irving Fisher. L’effet de levier est au centre du schéma explicatif.

### Travaux sur l'amenuisement des gains de croissance
Le concept d’« enlisement » pour décrire la marche vers la stagnation des économies européennes.
La trappe à la liquidité keynésienne est réinterprétée : lorsqu’elle s’ouvre, le prix du capital productif installé s’effondre (le q de Tobin) interdisant tout rebond de l’investissement.[réf. nécessaire]

### Travaux de psychologie sociale
Depuis le milieu des années 2000, il s’est engagé dans une réflexion en termes de psychologie sociale. Sa démarche a consisté dans la transposition méthodique de l’individu aux groupes ou à la société, des concepts proposés par Freud. Il a formulé l’hypothèse selon laquelle, dotés d’un appareil psychique, traversés de pulsions de vie ou de mort, soumis aux injonctions de leur inconscient, les groupes peuvent être sujets à des névroses ou des psychoses collectives et connaître des troubles identitaires. Ils relèveraient-ils ainsi d’une psychanalyse collective ; d’où le titre de son livre publié en 2007, MacroPsychanalyse, l’économie de l’inconscient. On y trouve éclairés d’un jour nouveau des problèmes variés tel que l’évolution de la famille contemporaine, les modes de management de l’entreprise, la crise des banlieues, le débat sur la modernité, la disparition des empires, ou la question juive.

### Autres
Il défend et illustre la pensée de Jacques Rueff, dans son livre La Question monétaire, où il soutient la supériorité de l’étalon-or sur les monnaies fiduciaires (fiat money).[réf. nécessaire]
Plusieurs de ses travaux ont été conduits en collaboration, et le plus souvent cosignés, avec Louis Lévy-Garboua.
Dans le souci de diversifier les sources d’analyse conjoncturelle, un rapport dû à René Lenoir et Beaudoin Prot avait conclu, en 1980, à la nécessité de créer des instituts indépendants de l’administration. Gérard Maarek a participé à la création de l’institut de conjoncture IPECODE (devenue Coe-Rexecode par la suite), placé au service des entreprises françaises (CNPF). Il y a dirigé la construction du modèle économétrique sectoriel ICARE, de plus de mille équations, destiné à l’analyse et à la prévision économique.[réf. nécessaire]

## Publications

### Ouvrages
Livres d'économie :
- Introduction au Capital de Karl Marx, Calmann-Lévy, 1975 (préface d'Edmond Malinvaud)
- Traduit en anglais : Introduction to Karl Marx's Das Kapital, A study in Formalisation, Oxford University Press, 197, (préface de William Baumol).
- La question monétaire, Economica, 1982[17]
- La dette, le boom, la crise, Economica, en collaboration avec Vivien Levy-Garboua
- Économie de l’enlisement, préface de Paul Fabra, Economica, 2003[13]
- Macroéconomie et gestion d'actifs, Economica, 2003
- La Crise racontée à nos petits-enfants (2014), Economica
- Impôts, le Grand Désordre (en coll., 2020, PUF)

Essais de psychologie sociale :
- MarcoPsychanalyse, l’économie de l’inconscient, Presses universitaires de France, en collaboration avec Vivien Levy-Garboua, 2007[18],[14],[18],[19]
- Capitalisme, Finance, Démocratie, le nouveau malaise (en coll., 2014 , Economica)[20]
- Psychologie sociale (Essais), 2017, Amazon
- L’hypothèse DARWIN, Essai sur l'évolution des sociétés humaines, 2023 Amazon

Recueils de nouvelles (en ligne sur Amazon) :
- Les Fonctionnaires (1999)
- La Vie Éternelle (2016)

### Rapports
- Comme rapporteur général : Les moyens et les conséquences de la désinflation, Commissariat général du Plan (1981) ;
- Comme président du groupe « Perspectives économiques » : Coût du travail et emploi : une nouvelle donne, Rapport du Commissariat général du Plan (1994)[21]
- Étude conduite à la demande de l’EDHEC Business school : La réforme du financement de la protection sociale - Essais comparatifs entre la TVA Sociale et la TVA Emploi , 2007[22].

### Articles
- « Politique rationnelle d'endettement vis-à-vis de l'extérieur » dans Annales de l'INSEE, no 10 (1972, mai-août) et  no 11 (1972, sept.-déc.)
- « Les Grandes agglomérations et leurs finances », avec Jean Bouinot dans Économie et Statistique, no 58 (1974, juil./aout)
- « Monnaie et Inflation dans une économie d’endettement » dans  la Revue d'économie politique[23], 1978
- (en) « Bank behavior and monetary policy » dans le Journal of Banking & Finance[24], Volume 2, Issue 1, June 1978, Pages 15-46, avec Vivien Levy-Garboua
- « L'information économique aujourd'hui, marché et institutions », Revue économique[25], Vol. 43, no 4, (1992, juil.)
- « L'originalité de la théorie monétaire de Jacques Rueff dans Jacques Rueff, ouvrage collectif, Commissariat général du plan, Economica (1997).
- « Le risque des 35 heures », Futuribles Revue d'analyse et de prospective, no 237 (1998, déc.)
- « Le rôle macro-économique de l'endettement », Revue d'économie financière, no 46 (1998, mars) ; p. 43-57.
- « Le rôle des facteurs financiers dans la nouvelle économie américaine » dans La Nouvelle économie, Conseil d'analyse économique (CAE), La Documentation française (2000).
- « La tyrannie de l'« électeur médian » », Sociétal (revue), 2005
- « MacroPsychanalyse de la crise financière », Revue d’économie financière, 2008.
- « La démocratie, une interprétation psychanalytique », Sociétal (revue), 2009.
- « Dette publique américaine : le dilemme du créancier », avec Vivien Levy-Garboua, La Chinamérique, un couple contre nature, Cercle Turgot, éditions Eyrolles, 2010.
- « La question des bonus : une mise en perspective », avec Vivien Levy-Garboua, Revue Banque, avril 2010.
- « La politique monétaire, demain », avec Vivien Levy-Garboua, dans Commentaire (revue) 2011.
- « La persécution des Juifs, hier et aujourd'hui » dans Commentaire (revue) automne 2018

## Prix et distinctions
- Prix du Nouvel Économiste (catégorie conjoncture et prévision, 1987).
- Prix Rossi de l’Académie des sciences morales et politiques pour son ouvrage « La dette, le boom, la crise » (1985)
- Prix de l’Académie des Sciences Morales et Politiques pour l’ensemble de son œuvre (1992)
- Grand Prix Ugo Papi - Gaston Leduc de l’Académie des Sciences Morales et Politiques, pour son livre « MarcoPsychanalyse, l’économie de l’inconscient » (2010)[26]. Ce même ouvrage a été nommé par le jury du Prix Turgot (2008).